# 国際連合安全保障理事会決議81
国際連合安全保障理事会決議81（こくさいれんごうあんぜんほしょうりじかいけつぎ81、英: United Nations Security Council Resolution 81, UNSCR81）は、1950年3月24日に国際連合安全保障理事会で採択された決議。手続き規則についてのものである。

## 概要
国連事務総長トリグブ・リーからの通信を受け、理事会は1948年5月13日の総会決議第268号に留意し、適切な機会があればその中の原則に基づき行動することを決定した。
決議は10票の賛成で採択された。全会一致であったが、ソビエト連邦は欠席した。

## 詳細
以下はその和訳。
安全保障理事会は、
1949年5月13日付の国連事務総長からの通信25を検討した結果、以下の通りにする。
1. 1949年4月28日の総会決議268B(III)に留意する。
2. 適切な機会に応じて、同決議にある原則に基づいた行動をとることを決定する。

25 S/1323 (謄写版文書)を参照のこと。